# محمل دحروجي
في الميكانيكا، المَحمِل الدحروجي أو المدحرجة (بالإنجليزية: Roller bearing)‏ محمل مصمم لتدوير قطعه على طول المحور سلسا ودون مقاومة دورانية.